# Réseau d'émissions indépendantes
 (septembre 2024).
Rede de Emissoras Independentes (en français : Réseau des radiodiffuseurs indépendants ) contracté en REI était un réseau de télévision brésilien fondé le 14 septembre 1969, successeur des « Emissoras Unidas » (en français : radiodiffuseurs unis). Le réseau était initialement dirigé par TV Record (São Paulo), TV Rio (Rio de Janeiro) et TV Alvorada (Brasilia). Le réseau a été dissous en 1975.